# قائمة الهجمات الصاروخية الفلسطينية على إسرائيل 2024
فيما يلي قائمة بالهجمات الصاروخية الفلسطينية على إسرائيل في 2024.

## يناير
1 يناير
مع حلول ساعة الصفر لبداية السنة الجديدة، قصفت كتائب الشهيد عز الدين القسام تل أبيب برشقات مكثفة من صواريخ إم 90، وأدت إلى وقوع حرائق. جاءت هذه الرشقة بعد 3 شهور من اندلاع معركة طوفان الأقصى.
8 يناير 
- في اليوم 94 من اندلاع الحرب، وقبل حلول الساعة 6 م، أطلقت كتائب القسام رداً على المجازر بحق المدنيين، 8 صواريخ من قطاع غزة نحو تل أبيب، جرى اعتراض 3 صواريخ منها، فيما سقطت 4 صواريخ في منطقة مفتوحة.[2] ودوت صافرات الإنذار في رحوفوت والضواحي الجنوبية لتل أبيب.
- أطلقت كتائب المجاهدين صواريخ تجاه سديروت،[3] وبثت مشاهد توثق ذلك.

12 يناير
قرب الساعة 9:30 م، أطلقت صواريخ من قطاع غزة تجاه أسدود.
16 يناير
في الصباح، أطلقت كتائب القسام نحو 50 صاروخاً نحو نتيفوت وما حولها، وتسببت في تضرر مبنى، ودوت صافرات الإنذار في مستوطنات غلاف غزة والنقب.
18 يناير
- عند الساعة 6 م، قصفت كتائب القسام موقع كيسوفيم العسكري برشقة صاروخية.[6]
- في وقت لاحق عند حوالي 9 م، قصفت سرايا القدس مستوطنات غلاف غزة برشقة صاروخية مكثفة، ودوت صافرات الإنذار.

29 يناير
بعد 115 يوماً من معركة طوفان الأقصى، عند حوالي الساعة 4:53 م، أطلقت كتائب القسام رداً على المجازر الإسرائيلية بحق المدنيين، نحو 15 صاروخاً بعيد المدى من قطاع غزة تجاه تل أبيب وضواحيها، اعترضت القبة الحديدية 12 منها، وسقط بعض هذه الصواريخ على الرملة، فيما سقط أحدها على ريشون لتسيون بشكل مباشر، مما أدى إلى تضرر سيارة، ودوت صافرات الإنذار في تل أبيب والمنطقة الوسطى.
31 يناير
أعلنت كتائب المجاهدين قصف مقر قيادة الجيش الإسرائيلي ومهبط الطائرات في رعيم.

## فبراير
8 فبراير
في الذكرى 24 لتأسيس كتائب المجاهدين، قصفت الكتائب موقع رعيم، مقر قيادة فرقة غزة، وموقع كيسوفيم، موقع الكتيبة الأولى في اللواء الجنوبي بفرقة غزة.
16 فبراير
بعد 133 يوماً من بدء الحرب، عند العصر، قصفت كتائب شهداء الأقصى عسقلان وموقع زيكيم برشقة من صواريخ KN-103 من شمال غزة، اعترضت القبة الحديدية صاروخاً منها فوق عسقلان.
27 فبراير
أطلقت كتائب المجاهدين صواريخ نحو رعيم.
28 فبراير
قصفت سرايا القدس موقع رعيم برشقة صواريخ 107.

## مارس
2 مارس
أطلقت 4 صواريخ من غزة نحو حتسريم.
4 مارس
قصفت كتائب شهداء الأقصى عسقلان برشقة من صواريخ KN-103 من شمال غزة.
7 مارس
أطلقت 3 صواريخ من غزة نحو سديروت، وسقط أحدها في منطقة مفتوحة.
25 مارس
- أطلقت 8 صواريخ من قبل كتائب القسام في شمال قطاع غزة نحو أسدود.[11]
- قصفت سرايا القدس سديروت برشقة صاروخية.[12]

## أبريل
3 أبريل
أطلقت 3 صواريخ من قطاع غزة نحو كيسوفيم.
7 أبريل
قرب الساعة 12 ظهراً، قصفت كتائب المجاهدين رعيم ب4 صواريخ من خان يونس، ودوت صافرات الإنذار في مستوطنات الغلاف، وتم تفعيل منظومة القبة الحديدية.
8 أبريل
أطلقت صواريخ على مستوطنات الغلاف، دون تفعيل صافرات الإنذار.
19 أبريل
في المساء، أطلقت 5 صواريخ من شمال القطاع نحو سديروت.
23 أبريل
أطلقت سرايا القدس 4 صواريخ من شمال القطاع نحو سديروت ونيرعام، واعترضت القبة الحديدية الصواريخ الأربع، إلا أنها تسببت في حريق بمستودع جراء إصابته بشظايا صاروخ، دون وقوع إصابات.

## مايو
5 مايو
أطلقت كتائب القسام رشقة صواريخ رجوم على مقر قيادة وتحشدات الجيش الإسرائيلي في موقع كرم أبو سالم العسكري، مما أدى لإيقاع 3 قتلى و11 إصابة بينهم 3 بجراح خطيرة من جنود الاحتلال، والقتلى الثلاثة هم: الرقيب روبين مارك مردخاي أسولين، والرقيب عيدو تيستا، والرقيب تل شافيت. لم تنطلق أي صواريخ من القبة الحديدية لاعتراض صواريخ القسام، وفتح الجيش تحقيقاً في الحادث.
7 مايو
منذ صباح اليوم، أطلقت المقاومة أكثر من 30 صاروخاً نحو مجلس إشكول الإقليمي، وتعد هذه الرشقة الصاروخية نحو غلاف غزة هي الأكبر خلال الأشهر الأخيرة.
8 مايو
أطلقت 8 صواريخ من قطاع غزة نحو شلوميت.
10 مايو
- قصفت كتائب القسام بئر السبع، للمرة الأولى منذ 5 أشهر، ب5 صواريخ، رداً على المجازر بحق المدنيين. أدت هذه الرشقة الصاروخية إلى إصابة امرأة إسرائيلية بجروح طفيفة ووقوع أضرار مادية، ولم تعترض القبة الحديدية سوى صاروخاً واحداً.[16]
- قصفت كتائب أبو علي مصطفى النقب الغربي برشقة من صواريخ صمود متوسطة المدى.
- عند حوالي الساعة 7:30 م، أطلقت 9 صواريخ من رفح نحو بئر السبع.

11 مايو
أطلقت 4 صواريخ من رفح تجاه موقع كرم أبو سالم، ودوت صافرات الإنذار في غلاف غزة.
12 مايو
- عند حوالي الساعة 8 م، بالتزامن مع إطلاق صافرات الإنذار في مستوطنات غزة بمناسبة يوم الاستقلال الإسرائيلي، أطلق صاروخان من شمال قطاع غزة، أدت إلى وقوع انفجارات في سديروت وناحل عوز، وتم اعتراض أحد الصاروخين، بينما سقط الآخر في منطقة مفتوحة.[18] تكرر دوي صافرات الإنذار من جديد بعد الهجوم الأول بربع ساعة.
- قصفت كتائب القسام عسقلان برشقة صاروخية انطلقت من مناطق توغل الاحتلال شرق مخيم جباليا شمال قطاع غزة، واعترض القبة الحديدية صاروخين في سماء عسقلان.[19]

14 مايو
في يوم الاستقلال الإسرائيلي، أطلقت كتائب القسام رشقة صاروخية من غزة نحو سديروت.
15 مايو
أطلقت كتائب القسام 3 صواريخ رجوم قصيرة المدى على سديروت، تسبب صاروخ منها بإصابة شخصين وتضرر مبنى في سديروت.
18 مايو
أطلقت سرايا القدس رشقة صاروخية مكثفة من 10 قذائف من قطاع غزة على عسقلان وزيكيم، فشلت القبة الحديدية في اعتراض 5 منها، فيما سقطت الأخرى في مناطق مفتوحة دون وقوع إصابات.
21 مايو
قرب الساعة 9 م، أطلقت صواريخ من القطاع نحو مستوطنات غلاف غزة، دون دوي صافرات الإنذار.
26 مايو
- في اليوم 233 من بدء العدوان، وبحلول الساعة 2 ظهرا، أطلقت كتائب القسام رشقة من 12 صاروخا طويلة المدى على تل أبيب، رداً على المجازر بحق المدنيين.[23] وأطلقت الصواريخ من رفح جنوب القطاع، على بعد مئات الأمتار من مناطق وجود قوات الجيش الإسرائيلي. انطلقت صافرات الإنذار للمرة الأولى منذ أشهر في تل أبيب وضواحيها والسهل الداخلي حتى جنوب نتانيا، وتحديداً في مناطق كفار سابا وهرتسليا ورعنانا وهود هشارون وغوش دان وبتاح تكفا في المنطقة الوسطى.[24] اعترضت القبة الحديدية 10 صواريخ على الأقل. أدى الهجوم إلى تعطيل الحركة الجوية في حركة الطيران بتل أبيب، وتسببت الصواريخ في وقوع انفجارات في تل أبيب وإصابة منزل بشكل مباشر، وأصيب مواطن إسرائيلي بجروح طفيفة في هرتسليا بينما أصيبت إسرائيليتان بجروح طفيفة أثناء توجههما إلى منطقة محمية.[25]
- عند حوالي الساعة 3:30 م، قصفت سرايا القدس قاعدة أوفاكيم العسكرية برشقة صاروخية، ودوت صافرات الإنذار في كفر غزة وسعد وشوفا.
- أطلقت قوات الشهيد عمر القاسم، الذراع العسكري للجبهة الديمقراطية لتحرير فلسطين، رشقة صاروخية على حوليت، ونشرت فيديو يوثق ذلك.

27 مايو
سقط صاروخ أطلق من غزة في منطقة مفتوحة في ناحل عوز، ودوت صافرات الإنذار في ناحل عوز وسعد.
28 مايو
أطلقت المقاومة الفلسطينية صواريخ على مستوطنة العين الثالثة، ودوت صافرات الإنذار في المنطقة. سقط صاروخ في مستوطنة بغلاف غزة.
31 مايو
عند حوالي الساعة 11 م، قصفت كتائب شهداء الأقصى موقع كيسوفيم العسكري برشقة صاروخية من نوع أقصى 103، ودوت صافرات الإنذار في غلاف غزة.

## يونيو
1 يونيو
عند حوالي الساعة 7:30 م، انفجر صاروخ أطلق من غزة في منطقة مفتوحة في إشكول، ولم يتم الإبلاغ عن وقوع إصابات.
2 يونيو
أطلقت كتائب شهداء الأقصى رشقة صاروخية على موقع كيسوفيم العسكري، وعرضت مشاهد توثق ذلك.
3 يونيو
استهدفت سرايا القدس وقوات الشهيد عمر القاسم سديروت برشقة صاروخية، وعرضت مشاهد توثق ذلك.
4 يونيو
قصفت كتائب المجاهدين مستوطنة العين الثالثة برشقة صاروخية.
5 يونيو
- قصفت ألوية الناصر صلاح الدين وكتائب شهداء الأقصى موقع كيسوفيم العسكري بصواريخ 107.
- استهدفت قوات الشهيد عمر القاسم موقع كيسوفيم العسكري بوابل من قذائف الهاون.

7 يونيو
- عند حوالي الساعة 9:40 ص، قصفت كتائب المجاهدين مستوطنة العين الثالثة برشقة صاروخية.
- بعد أقل من ساعة تقريبا، قصف مقاتلو سرايا القدس أسدود، ودوت صافرات الإنذار في مستوطنات غلاف غزة.
- بعد الظهر، قصفت سرايا القدس مقر قيادة فرقة غزة في رعيم برشقة صاروخية.[28]

8 يونيو
- قصفت سرايا القدس موقع كيسوفيم العسكري برشقة صاروخية، ودوت صافرات الإنذار في المنطقة.
- في التاسعة مساء، قصفت سرايا القدس مستوطنات غلاف غزة بصاروخين أطلقا من مخيم جباليا. دوت صافرات الإنذار في مستوطنات سديروت وكفر غزة ومفلسيم ونير عام، واعترضت القبة الحديدية أحد الصاروخين، بينما سقط الآخر في منطقة مفتوحة قرب كفر غزة. بعدها بنصف ساعة، جددت سرايا القدس قصفها للمستوطنات برشقة صاروخية أخرى.[28]

11 يونيو
- قصفت سرايا القدس موقع كيسوفيم العسكري برشقة صاروخية.
- قبل الغروب، أطلقت المقاومة الفلسطينية 3 صواريخ تجاه مستوطنات غلاف غزة، ودوت صافرات الإنذار في المنطقة.[29]

12 يونيو
- قصفت سرايا القدس أبراج الإرسال في ناحل عوز بوابل من قذائف الهاون.[30]
- عند الساعة 9 م، قصفت سرايا القدس مستوطنات غلاف غزة، ودوت صافرات الإنذار في نير عام ومفلسيم.

13 يونيو
قصفت سرايا القدس موقع كرم أبو سالم وموقع صوفا العسكري بوابل من قذائف الهاون الثقيل. عند حوالي الساعة 8 م، أطلقت سرايا القدس 7 صواريخ من شمال قطاع غزة تجاه مستوطنات أسدود وعسقلان ومفلسيم ونير عام وسديروت، ودوت صافرات الإنذار في زيكيم وعسقلان ونتيف عشرة.
15 يونيو
- بعد منتصف الليل، استهدفت كتائب القسام موقع كيسوفيم العسكري برشقة صاروخية، مما أدى إلى اندلاع حريق في الموقع، ودوت صافرات الإنذار في المنطقة.[33]
- قصفت سرايا القدس وألوية الناصر صلاح الدين كيسوفيم بصواريخ من نوع 107 مم.
- قصفت كتائب القسام وسرايا القدس موقع صوفا العسكري، وسقط صاروخ واحد في منطقة مفتوحة في غلاف غزة دون وقوع إصابات.

17 يونيو
قصفت كتائب المجاهدين موقع قيادة فرقة غزة في رعيم برشقة صاروخية.
18 يونيو
- قصفت سرايا القدس بالاشتراك مع ألوية الناصر صلاح الدين موقع كيسوفيم العسكري برشقة صاروخية.[34]
- قصفت سرايا القدس بقذائف الهاون الثقيل موقعي كرم أبو سالم وصوفا العسكريين، ودوت صافرات الإنذار في المنطقتين.

19 يونيو
- في الساعة 6:10 ص، أطلقت كتائب القسام طائرة زواري انتحارية نحو تجمع لقوات الجيش الإسرائيلي في حوليت،[35] وسقطت في منطقة الغلاف. ودوت صافرات الإنذار في حوليت وصوفا ونير يتسحاق، وتعد المرة الأولى التي تطلق فيها صافرات الإنذار خشية تسلل مسيرات إلى الغلاف منذ نوفمبر 2023.[36]
- في التاسعة مساء، أطلقت سرايا القدس صاروخاً من شمال غزة وسقط في منطقة مفتوحة في نتيف عشرة، ودوت صافرات الإنذار في المستوطنة.

20 يونيو
قصفت كتائب القسام العين الثالثة بصاروخين أطلقا من منطقة خانيونس، ودوت صافرات الإنذار في الموقع.
21 يونيو
- عند الساعة 3 م، قصفت كتائب المجاهدين كيسوفيم برشقة صاروخية من 3 صواريخ وانفجرت في مجلس إشكول الإقليمي، ودوت صافرات الإنذار في رعيم.
- قصفت قوات العاصفة صوفا برشقة صاروخية من طراز 107.
- قصفت سرايا القدس بئيري برشقة صاروخية.

22 يونيو
انفجر صاروخان أطلقتهما سرايا القدس من قطاع غزة في منطقة مفتوحة في صوفا، ودوت صافرات الإنذار في المنطقة.
24 يونيو
- قصفت سرايا القدس أفشالوم وحوليت برشقة صاروخية، ودوت صافرات الإنذار في غلاف غزة الجنوبي.[38]
- قصفت كتائب المجاهدين صوفا برشقة صاروخية، ودوت صافرات الإنذار في كرم أبو سالم.
- قصفت سرايا القدس عسقلان وسديروت ومفلسيم برشقات صاروخية، ودوت صافرات الإنذار في عسقلان وزيكيم ومفلسيم، وسمع دوي انفجارات في عسقلان ومستوطنات الغلاف، بينما أعلن الجيش الإسرائيلي اعتراض صاروخين.
- قصفت كتائب شهداء الأقصى وألوية الناصر صلاح الدين موقع أبو مطيبق العسكري بقذائف الهاون عيار 100 مم.[39]

26 يونيو
- أطلقت كتائب المجاهدين صاروخين من قطاع غزة تجاه مستوطنات الغلاف، اعترضت القبة الحديدية واحداً منهما، ودوت صافرات الإنذار في نيريم والعين الثالثة.
- قصفت قوات الشهيد عمر القاسم وكتائب شهداء الأقصى زيكيم برشقة صاروخية قصيرة المدى.

27 يونيو
أطلقت قذيفتي هاون من قطاع غزة نحو ناحل عوز، ودوت صافرات الإنذار في المستوطنة.
28 يونيو
- قصفت كتائب شهداء الأقصى وقوات الشهيد عمر القاسم زيكيم بصواريخ قصيرة المدى.[41]
- قصفت سرايا القدس سديروت بصاروخين، اعترضت دفاعات الجيش الإسرائيلي أحدهما، فيما سقط الآخر في منطقة مفتوحة دون وقوع إصابات.[42] ودوت صافرات الإنذار في سديروت ونير عام.

29 يونيو
سقط صاروخان أطلقا من غزة في كرم أبو سالم، دون تفعيل الإنذار.
30 يونيو
قصفت سرايا القدس ناحل عوز بصاروخ من نوع 107 مم، ودوت صافرات الإنذار في المنطقة.

## يوليو
1 يوليو
بحلول الساعة 8 ص، أطلق حوالي 20 صاروخاً من خان يونس نحو مجلس إشكول الإقليمي، ودوت صافرات الإنذار في كيسوفيم والعين الثالثة ونيريم وصوفا وحوليت 7 مرات خلال 15 دقيقة، وردت قوات الجيش الإسرائيلي بمهاجمة مصادر الإطلاق بالمدفعية. أعلنت سرايا القدس مسؤوليتها عن القصف، وقالت أنه جاء "رداً على جرائم العدو الصهيوني بحق أبناء شعبنا الفلسطيني".
3 يوليو
- أطلق صاروخ مضاد للطائرات من قطاع غزة صوب طائرة إسرائيلية، وأصاب بشكل مباشر منزلاً في كفار ميمون بمجلس سدوت النقب الإقليمي، وتسبب في أضرار بالغة في ساحة المنزل دون وقوع إصابات.[45]
- قصفت كتائب المجاهدين كيسوفيم بصاروخين 107 مم.

4 يوليو
أطلقت كتائب القسام صاروخين من قطاع غزة من طراز رجوم و107 مم تجاه ناحل عوز، ودوت صافرات الإنذار في المستوطنة.
5 يوليو
قصفت سرايا القدس وكتائب شهداء الأقصى ناحل عوز.
6 يوليو
بحلول الساعة 3:30 م، قصفت كتائب القسام ناحل عوز بعدد من الصواريخ عيار 107 مم، ودوت صافرات الإنذار في المنطقة.
22 يوليو
قصفت سرايا القدس كرم أبو سالم وصوفا بقذائف الهاون.
23 يوليو
عرضت سرايا القدس مشاهد من تجهيز وإطلاق صواريخ على حوليت ويتيد وصوفا وأفشالوم من رفح.
26 يوليو
- أطلقت سرايا القدس 7 صواريخ من شمال القطاع تجاه عسقلان، اعترضت القبة الحديدية واحداً منها، فيما تسببت الصواريخ أخرى في اندلاع حريق في شاطئ عسقلان وآخر في نتيف عشرة.[49][50]
- أطلقت 3 صواريخ من القطاع نحو المستوطنات شرقي رفح بغلاف غزة، اعترضت القبة الحديدية واحداً منها، فيما سقط الآخران في منطقة مفتوحة دون إصابات، وجوت صافرات الإنذار في حوليت وسدي أبراهام.

28 يوليو
سقط صاروخ بمنطقة مفتوحة في نتيف عشرة، عقب دوي صافرات الإنذار.

## أغسطس
2 أغسطس
- سقط صاروخ أطلق من جنوب قطاع غزة في منطقة مفتوحة بكريات ملاخي، ودوت صافرات الإنذار في أسدود ومحيطها في مجلس لاخيش الإقليمي للمرة الأولى منذ 4 أشهر.[51] كانت هذه أول صواريخ تطلق من غزة بعد تشييع إسماعيل هنية عقب اغتياله في طهران في 31 يوليو.[52]
- في الساعة 7:12 م، أطلقت كتائب القسام رشقة صاروخية من 10 صواريخ رجوم 114 مم من جنوب قطاع غزة نحو صوفا، اعترضت القبة الحديدية واحداً منها، فيما سقط البقية في مناطق مفتوحة في صوفا ومحيطها، ودوت صافرات الإنذار في صوفا ونير إسحاق. خلال أقل من ساعة، وتحديداً في 8:03 م، استهدفت كتائب القسام صوفا مجدداً برشقة من 8 صواريخ رجوم 104 مم، ودوت صافرات الإنذار في صوفا للمرة الثانية، وسقطت جميع الصواريخ في منطقة مفتوحة.[53]
- اعترضت منظومة القبة الحديدية صاروخاً أطلق من غزة على ناحل عوز، ودوت صافرات الإنذار في المنطقة. وصل بذلك مجموع الصواريخ التي أطلقت من قطاع غزة في اليوم 20 صاروخاً.[52]

4 أغسطس
- في 12:08 م، أطلقت 5 صواريخ من خان يونس جنوب قطاع غزة على غان يفني وأسدود، سقط بعضها على الطريق السريع 4 بين غان يفني وأسدود، مما تسبب في اندلاع حريق كبير. ودوت صافرات الإنذار في أسدود ومحيطها، وفتحت بلدية أسدود الملاجئ العامة. أعلنت كتائب القسام مسؤوليتها عن إطلاق الصواريخ، وقالت أنه جاء "رداً على المجازر المرتكبة بحق أبناء الشعب الفلسطيني وقادة المقاومة". تعد هذه أول مرة منذ 7 أشهر تستهدف صواريخ من قطاع غزة منطقة غان يفني ومحيطها.[54]
- قصفت سرايا القدس عسقلان برشقة صاروخية، وسقط صاروخ في المدينة دون الإبلاغ عن وقوع إصابات.[54]
- استهدفت سرايا القدس وقوات الشهيد عمر القاسم ناحل عوز وبئيري برشقة صاروخية.[54]

6 أغسطس
عقب إعلان حركة حماس تعيين يحيى السنوار قائداً سياسياً لها خلفاً لإسماعيل هنية، أطلقت سرايا القدس 3 صواريخ من شمال قطاع غزة تجاه سديروت وعسقلان ونير عام، وتم اعتراض صاروخ وسقط الباقي في مناطق مفتوحة، دون وقوع إصابات، ودوت صافرات الإنذار في عسقلان وسديروت وزيكيم وإيفيم ونير عام.
10 أغسطس
أطلقت 4 صواريخ من قطاع غزة وانفجرت بالقرب من كيسوفيم، واندلع حريق في المكان، ودوت صافرات الإنذار في الموقع.
13 أغسطس
أطلقت كتائب القسام صاروخين من طراز إم 90 باتجاه تل أبيب وضواحيها من بني سهيلا في خان يونس، حيث انطلقت الصواريخ من مكان يبعد نحو كيلومتر ونصف عن قوات الجيش الإسرائيلي الناشطة في رفح. سقطت الصواريخ على مسافة قريبة من الشاطئ داخل المجال البحري في وسط إسرائيل، وسمع دوي انفجارات في تل أبيب، ولم يتم تفعيل الإنذارات. رداً على ذلك، قصف الجيش الإسرائيلي المنطقة التي أطلقت منها الصواريخ، وأعلن الجيش إيقاف إدخال المساعدات الإنسانية إلى قطاع غزة مؤقتاً.
16 أغسطس
قصفت كتائب القسام مفتاحيم بصواريخ رجوم قصيرة المدى من عيار 114 مم. بعد دقائق، قصفت كتائب القسام نيريم بصواريخ من نفس الطراز.
17 أغسطس
قصفت سرايا القدس موقع رعيم العسكري برشقة صاروخية.
18 أغسطس
أطلق صاروخ واحد من خان يونس وسقط في مجلس إشكول الإقليمي.
23 أغسطس
- سقط صاروخ أطلق من شمال قطاع غزة في منطقة مفتوحة في مجلس ساحل عسقلان الإقليمي. وأعلنت سرايا القدس أنها قصفت أسدود وعسقلان برشقات صاروخية.[60]
- أطلق صاروخين من قطاع غزة تجاه سديروت، اعترضت القبة الحديدية أحدهما، فيما سقط الآخر في سديروت. ودوت صافرات الإنذار في مستوطنات سديروت وإيفيم ونير عام.[61]

25 أغسطس
أطلقت كتائب القسام صاروخاً من طراز إم 90 نحو تل أبيب، ولم تتمكن أنظمة الدفاع الجوي من اعتراض الصاروخ الذي انفجر في منطقة مفتوحة في ريشون لتسيون بعد تفعيل صافرات الإنذار.
26 أغسطس
أطلقت كتائب القسام عدة صواريخ رجوم عيار 114 مم من قطاع غزة باتجاه كيسوفيم ونيريم والعين الثالثة، دون تفعيل الإنذار في الغلاف.
29 أغسطس
أطلق صاروخان من قطاع غزة وسقطا في كيسوفيم.

## سبتمبر
4 سبتمبر
أعلنت ألوية الناصر صلاح الدين عن إطلاق رشقات صاروخية باتجاه بئيري وموقع أبو مطيبق العسكري.
8 سبتمبر
دوت صافرات الإنذار في عسقلان إثر إطلاق صاروخ من غزة، وتم اعتراضه من قبل القبة الحديدية، دون تسجيل إصابات أو أضرار.
14 سبتمبر
دوت صافرات الإنذار في عسقلان ومحيطها ظهراً عقب إطلاق قذيفتين صاروخيتين من شمال قطاع غزة باتجاه المدينة، واعترضت الدفاعات الجوية الإسرائيلية إحداهما فوق عسقلان، بينما سقطت الأخرى في منطقة بحرية.
26 سبتمبر
أطلقت 4 صواريخ من خان يونس جنوب قطاع غزة باتجاه صوفا، وجرى تفعيل القبة الحديدية وإطلاق صافرات الإنذار.

## أكتوبر
6 أكتوبر
أطلقت 3 قذائف صاروخية من شمال قطاع غزة باتجاه الأراضي الإسرائيلية، وتم اعتراض قذيفة واحدة، فيما سقطت البقية في مناطق مفتوحة.
7 أكتوبر
- في الذكرى الأولى لعملية طوفان الأقصى، قصفت كتائب القسام موقع صوفا العسكري وتجمعات الجيش الإسرائيلي قرب حوليت وكرم أبو سالم بصواريخ رجوم عيار 114 مم.[69]
- أطلقت كتائب القسام 5 صواريخ من نوع إم 90 من خان يونس على تل أبيب الكبرى، سقط أحدها  بشكل مباشر في حولون، ووقعت إصابتان بجروح طفيفة وأضرار في شقة جراء انفجار الصاروخ، وسقط آخر على مبنى في ريشون لتسيون، وسقطت الصواريخ الأخرى قرب بني عايش جنوب غديرا وفي بات يام وكفر حباد.[69][70] دوت صافرات الإنذار في تل أبيب وغان يفني وأسدود وحولون وريشون لتسيون،[70] ودخل مليون إسرائيلي إلى الملاجئ، كما توقف هبوط الطائرات في مطار بن غوريون الدولي بشكل مؤقت بالتزامن مع إطلاق الصواريخ.[71] قصف الجيش الإسرائيلي لاحقاً منصة الصواريخ التي أطلقت منها القذائف.
- قصفت سرايا القدس سديروت ونير عام، واعترضت الدفاعات الجوية الإسرائيلية 5 صواريخ فوق سديروت. وصل بذلك عدد القذائف الصاروخية التي أطلقت من قطاع غزة منذ الصباح إلى 14 قذيفة.[70]
- للمرة الثانية خلال ساعات، استهدفت كتائب القسام سديروت بعدد من صواريخ رجوم قصيرة المدى عيار 114 مم.[72]

8 أكتوبر
أطلق صاروخان من شمال غزة نحو سديروت.
9 أكتوبر
اعترضت القبة الحديدية صاروخاً واحداً أطلق من شمال قطاع غزة نحو الغلاف.
11 أكتوبر
دوت صافرات الإنذار في نير عام نتيجة إطلاق صاروخ واحد من قطاع غزة.
12 أكتوبر
- عقب دوي صافرات الإنذار في عسقلان، أطلق صاروخين من شمال قطاع غزة تجاه المدينة، وسقطا في منطقة مفتوحة دن وقوع إصابات.[73]
- أطلق صاروخان من قطاع غزة تجاه كيسوفيم، وسقطا داخل قطاع غزة.

16 أكتوبر
دوت صافرات الإنذار في سديروت ونير عام وإيفيم إثر اعتراض صاروخين أطلقا من غزة. لاحقاً، دوت صافرات الإنذار في مفلسيم ونير عام إثر اعتراض صاروخ واحد أطلق من شمال قطاع غزة. أعلنت سرايا القدس مسؤوليتها عن القصف.
21 أكتوبر
قصفت المقاومة سديروت بصاروخ أطلق من مناطق توغل الجيش الإسرائيلي شمال قطاع غزة، ودوت صافرات الإنذار في المنطقة.
23 أكتوبر
استهدفت كتائب الشهيد أبو علي مصطفى كيسوفيم برشقة صاروخية.

## نوفمبر
2 نوفمبر
أطلقت سرايا القدس صاروخان من شمال غزة باتجاه سديروت ومفلسيم، وسقطا في منطقة مفتوحة.
6 نوفمبر
اعترض سلاح الجو الإسؤائيلي صاروخاً أطلق من وسط قطاع غزة باتجاه كيسوفيم.
7 نوفمبر
اعترض صاروخ أطلق من غزة في أجواء نتيف عشرة، عقب دوي صافرات الإنذار.
13 نوفمبر
عقب تفعيل الإنذارات في إيرز قرب حاجز بيت حانون، أطلق صاروخ واحد من شمال قطاع غزة وسقط في منطقة مفتوحة، دون وقوع ضحايا.
16 نوفمبر
قصفت كتائب القسام سديروت برشقة صاروخية. ودوت صافرات الإنذار في سديروت ونير عام.
21 نوفمبر
اعترض سلاح الجو الإسرائيلي صاروخاً أطلق من قطاع غزة نحو كرم أبو سالم، وتسبب في تفعيل صفارات الإنذار في المنطقة.
22 نوفمبر
انطلقت رشقة صاروخية من شمال قطاع غزة باتجاه مفلسيم ونير عام، ودوت صافرات الإنذار في مستوطنات شمال القطاع.
23 نوفمبر
- أطلقت كتائب القسام صاروخين من طراز رجوم قصيرة المدى نحو رعيم، ودوت صافرات الإنذار في كيسوفيم والعين الثالثة، واعترضت الدفاعات الجوية الإسرائيلية الصاروخين.[85]
- في حادث آخر، سقط صاروخ في منطقة مفتوحة قرب بئيري، ولم تقع إصابات.

25 نوفمبر
أطلقت سرايا القدس صاروخ غراد تجاه كفر غزة.

## ديسمبر
2 ديسمبر
استهدفت كتائب القسام نيريم والعين الثالثة بصواريخ رجوم عيار 114 مم، ودوت صافرات الإنذار في المستوطنتين.
14 ديسمبر
أطلق صاروخ واحد من قطاع غزة تجاه مستوطنات الغلاف، ودوت صافرات الإنذار في نيريم والعين الثالثة بغلاف غزة الجنوبي.
19 ديسمبر
اعترضت الدفاعات الجوية الإسرائيلية 3 صواريخ على الأقل في غلاف غزة، ودوت صافرات الإنذار في كيسوفيم والنقب الغربي.
27 ديسمبر
أطلق صاروخ من شمال قطاع غزة نحو نير عام وسقط في منطقة مفتوحة، ودوت صافرات الإنذار في المستوطنة.
28 ديسمبر
اعترض الجيش الإسرائيلي صاروخين أطلقا من بيت حانون شمال قطاع غزة، بالقرب من منطقة ينشط فيها الجيش الإسرائيلي، أحدهما باتجاه القدس، والآخر نحو جنوب إسرائيل، ودوت صافرات الإنذار في القدس وغرب النقب وشفله. تعد هذه هي المرة الأولى التي يتم فيها إطلاق صواريخ متوسطة أو بعيدة المدى من غزة على القدس منذ ديسمبر 2023.
29 ديسمبر
أطلقت 5 صواريخ من بيت حانون شمال قطاع غزة، على بعد مئات الأمتار من مناطق عمل الجيش الإسرائيلي، باتجاه سديروت، وتم اعتراض صاروخين، فيما سقطت الثلاثة الأخرى في مناطق مفتوحة، ودوت صافرات الإنذار في سديروت ونير عام.
30 ديسمبر
- عند حوالي الساعة 6 م، أطلق صاروخ من وسط قطاع غزة نحو كيسوفيم، ودوت صافرات الإنذار في المستوطنة.[93]
- قصفت سرايا القدس نير عام برشقة صاروخية من محيط تجمع لآليات الجيش الإسرائيلي في شمال قطاع غزة، ودوت صافرات الإنذار في المستوطنة.[94]
- اعترضت الدفاعات الجوية صاروخين أطلقا من شمال قطاع غزة نحو زيكيم، ودوت صافرات الإنذار في زيكيم ونتيف عشرة وكرميا.[94]

31 ديسمبر
أطلق صاروخ من شمال قطاع غزة نحو مستوطنات الغلاف، ودوت صافرات الإنذار في نير عام. يعد ذلك اليوم الخامس على التوالي الذي تطلق فيه الصواريخ من قطاع غزة.